# 187 Lamberta
A 187 Lamberta a Naprendszer kisbolygóövében található aszteroida. Jérôme Eugène Coggia fedezte fel 1878. április 11-én.